# Talgraben (Meinheimer Mühlbach)
Der Talgraben ist ein linker Zufluss des Meinheimer Mühlbachs im mittelfränkischen Landkreis Weißenburg-Gunzenhausen.

## Verlauf
Der Talgraben entspringt nordwestlich von Kurzenaltheim unweit einer Straße in einem Waldgebiet am Ostfuß des Hahnenkamms im Naturpark Altmühltal am südöstlichen Hang des Gelben Bergs auf einer Höhe von 579 m ü. NHN, unweit der Gemeindegrenze zu Heidenheim und Dittenheim. Er verlässt nach wenigen hundert Metern den Wald und fließt von da an beständig in eine südöstliche Richtung durch eine Offenlandschaft im Tal der Altmühl. Der Talgraben mündet nach einem Lauf von rund 1,3 Kilometern unweit westlich von Kurzenaltheim auf einer Höhe von 474 m ü. NHN von links in den Meinheimer Mühlbach. Der Talgraben hat keine nennenswerten Zuflusse und durchfließt keine Ortschaften.